# 짝사랑

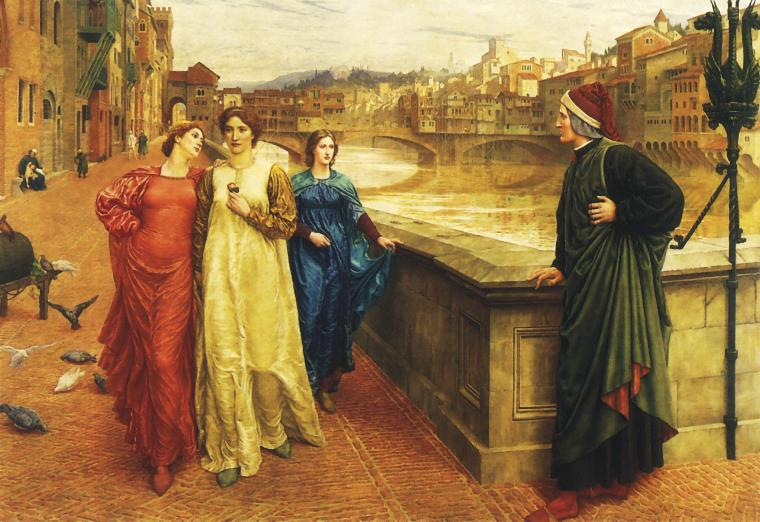
헨리 홀리데이 작의 단테와 베아트리체 그림으로 단테는 레이디 바나(빨간색)와 그를 전달하는 것처럼 베아트리체 폴티나리(노란색)를 갈망하는 것으로 보인다.

짝사랑은 한 사람과 사람 사이에서, 한쪽만이 상대를 사랑하는 일이다. 
메리엄 웹스터 온라인 사전에서는 짝사랑의 정의를 "not reciprocated or returned in kind"이라고 표현했다. 정신과의인 에릭 베른은 그의 저서 < 인간사이의 사랑에서의 성 > 에서 " 짝사랑이 사랑 하지 않는 것보다 더 낫다고 말하는 사람이 있지만, 빵의 반쪽 처럼, 더 빨리 단단해 지고, 곰팡이가 나기 쉽다" 라고 말한다.  하지만, 프리드리히 니체는 '연인에게 있어서 필수 불가결한 것은 짝사랑이다.  그것은 무슨 일이 있어도 무관심의 상태와는 바꿀 수 없는 것이다' 라고 말했다.  짝사랑은 상호적인 사랑 즉, 서로 간의 호감을 표현하는 가역적인 사랑의 행동과 반대이다.

## 같이 보기
- 츤데레
- 로맨스